# Dubrowo (sielsowiet Duniłowicze)
Dubrowo – dawna smolarnia. Tereny na których leżała, znajdują się obecnie na Białorusi, w obwodzie witebskim, w rejonie postawskim, w sielsowiecie Duniłowicze.

## Historia
W dwudziestoleciu międzywojennym smolarnia leżała w Polsce, w województwie wileńskim, w powiecie duniłowickim (od 1926 postawskim), w gminie Duniłowicze.
W 1931 w 1 domu zamieszkiwało 9 osób.
W 1938 roku zaścianek należał do gromady Jaśniewicze gminy Duniłowicze.